# Partit de Renovació Democràtica (Cap Verd)
El Partit de Renovació Democràtica (PRD) fou un partit polític de Cap Verd d'ideologia centrista.

## Història
El PRD fou establert en 2000 per Jacinto Santos, un antic membre del Moviment per la Democràcia, qui va servir com a alcalde de Praia. El partit va rebre el 3,4% dels vots a les eleccions legislatives de Cap Verd de 2001 però no va aconseguir cap escó a l'Assemblea Nacional. El seu vot va caure al 0,7% a les eleccions legislatives de Cap Verd de 2006.